# Heliophila latisiliqua
Heliophila latisiliqua är en korsblommig växtart som beskrevs av Ernst Meyer och Otto Wilhelm Sonder. Heliophila latisiliqua ingår i släktet solvänner, och familjen korsblommiga växter.

## Underarter
Arten delas in i följande underarter:
- H. l. latisiliqua
- H. l. macrostylis